# Deux Frères (rocher)
Pour les articles homonymes, voir Deux Frères.
Les Deux Frères (ou les Freirets, ces deux formations rocheuses portaient le nom de Rochers des Freirets au XIXe siècle) sont deux rochers émergeant à la pointe du Cap Sicié (Var, France) et visibles depuis la plage des Sablettes à La Seyne-sur-Mer. C'est un lieu qui accueille de nombreux plaisanciers ainsi que des clubs de plongée dont l'objectif est la visite d'une épave située à proximité immédiate.
La légende locale raconte que deux frères trouvèrent un soir une sirène blessée sur la plage. Ils la soignèrent et tombèrent éperdument amoureux et dans leur folie, ils s'entretuèrent. La sirène, avant de regagner les flots, supplia Poséidon de leur laisser une forme apparente en souvenir de leur passion. Le dieu de la mer y dressa les deux rocs.

## Photographies

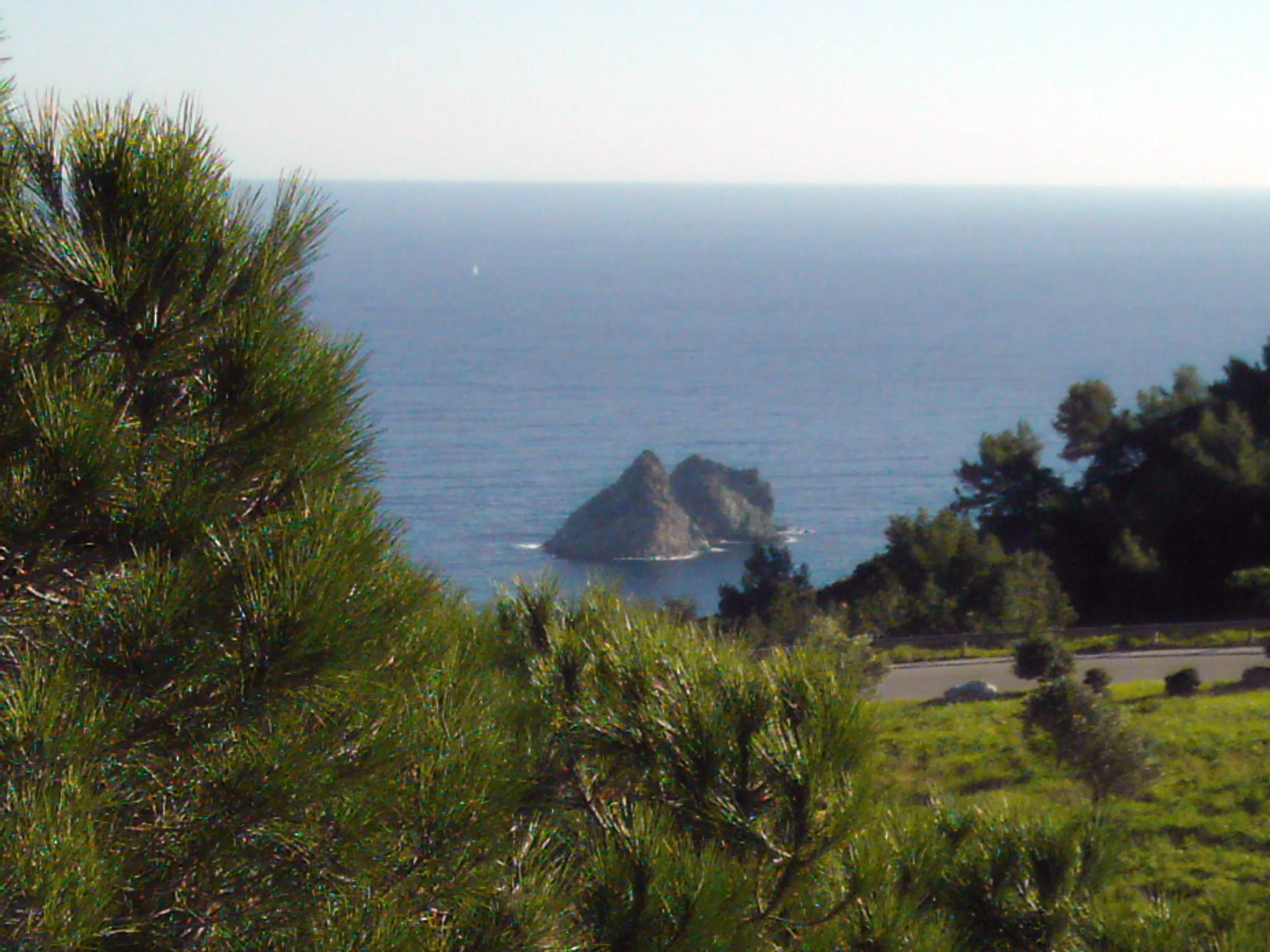
Les Deux Frères
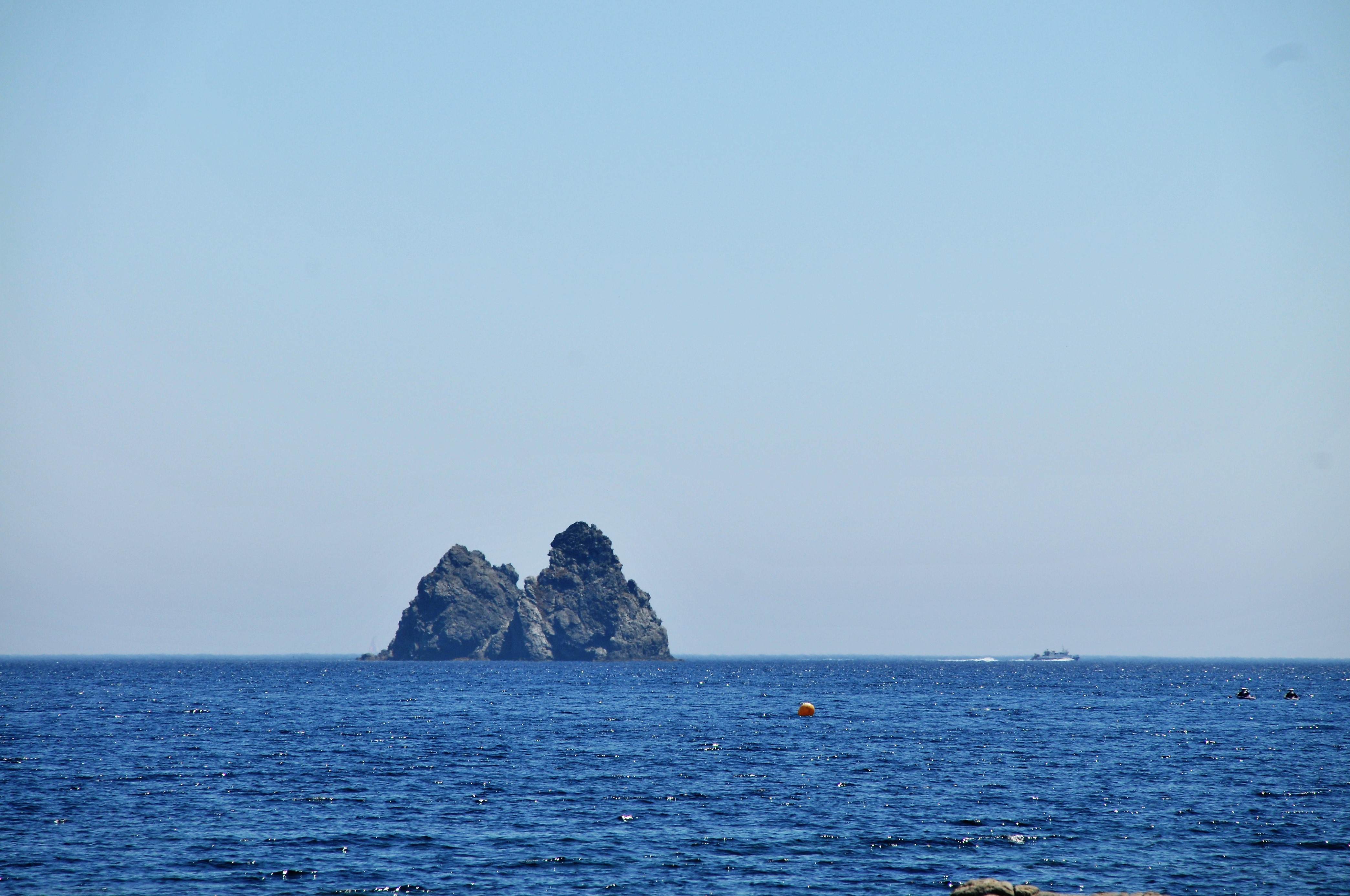
Les Deux Frères